# Pithecanthropus erectus (album)
| Recensione     | Giudizio |
| -------------- | -------- |
| Q              | [ 1 ]    |
| Piero Scaruffi | 8/10     |
| Allmusic       | [ 3 ]    |
| Tom Hull       | A        |

Pithecanthropus erectus è un album jazz di Charles Mingus pubblicato nel 1956 dalla Atlantic Records.

## Descrizione
L'opera sostanzialmente è la prima testimonianza compiuta dell'apertura stilistica di Mingus verso le maggiori possibilità espressive offerte dal futuro free jazz, che nascerà compiutamente soltanto negli anni sessanta, rispetto ai canoni classici del genere. Pubblicato nel 1956, Pithecanthropus erectus è un lavoro che influenzerà tutta la produzione futura del musicista. L'organico dei musicisti in studio è ridotto: due sax, un pianoforte, un basso e la batteria, ma con qualche sovraincisione in fase di post-produzione, il gruppo sembra un'orchestra. La prima traccia, che dà il titolo al disco, è la storia dell'evoluzione umana in una suite di dieci minuti, un tema sommesso che a sprazzi si agita con l'irrompere in scena dello stridente suono di un sassofono impazzito, fino ad esplodere nell'improvvisazione collettiva, insieme a variazioni di tempo da 4/4 a 6/4, in un crescendo di tensioni e dissonanze.
A Foggy Day (sottotitolo A Foggy Day in San Francisco) è il brano più originale del disco. Nonostante si tratti di un brano "standard" opera di George Gershwin e Ira Gershwin, contiene un sottofondo dei rumori di San Francisco che Mingus sentiva da casa sua, i rumori di una metropoli che spesso lo divertivano o lo tormentavano.

## Tracce
1. Pithecanthropus erectus – 10:36 (Charles Mingus)
2. A Foggy Day – 7:50 (George Gershwin e Ira Gershwin)
3. Profile of Jackie – 3:12 (Charles Mingus)
4. Love Chant – 14:59 (Charles Mingus)

## Formazione
- Charles Mingus – basso
- Jackie McLean – sax contralto
- J.R. Monterose – sax tenore
- Mal Waldron – pianoforte
- Willie Jones – batteria